# Брусницька
Брусницька мінеральна вода - лікувально-столова, гідрокарбонатно-хлоридно натрієва, маломінералізована, слаболужна вода з природним вмістом йоду.
Видобувається з глибини 268 м. Свердловини № 33, що знаходиться в межах другого поясу зони санітарної охорони курорту Брусниця.
Її використовують для лікування хронічних гастритів, які супроводжуються зниженою чи нормальною кислотністю, хронічних ентероколітів, хронічних захворювань печінки, жовчовивідних шляхів, хронічних панкреатитів.
Цілющі властивості брусницьких мінеральних вод (вода типу «Єсентуки-4») відомі на всю Європу

## Властивості води
Мінеральна вода «Брусницька» прозора, безбарвна, слабко-солона на смак, зі слабким сірководневим запахом.
Забезпечує природне насичення організму:
1 Йодом
● регулює діяльність ендокринної, імунної і нервової систем.
● впливає на зниження рівня холестерину в крові;
● прискорює ліполіз і сприяє зникненню целюліту;
● покращує мозкову активність;
● бере участь в жировому білковому і водно-електролітному обмінах;
● бере участь в обміні вітамінів;
● відновлює гормональний баланс організму;
● впливає на стан волосся, шкіри, нігтів і зубів;
● забезпечує відсутність появи втоми;
● йод є дуже важливим для розвитку дітей (покращує розумовий і фізичний розвиток, зводить до мінімуму можливості появи дітей з вродженими вадами розвитку).
Дві склянки води «Брусницька» містять добову норму йоду, яка необхідна людині.
2. Кремнієвою кислотою
- затримує кальцій в кістках
- регенерує з’єднувальні тканини
- прискорює загоєння ран, пролежнів укусів,
- покращує стан шкіри, волосся, нігтів і зубів

3. Натрєм, Калієм, Магнієм, Кальцієм, Залізом, Фтором,
Мінеральна вода "Брусницька" нормалізує кислотоутворення шлунка. На відміну від інших мінеральних вод, мінеральну лікувально-столову воду"Бусницька" завдяки її унікальним властивостям дієтологи рекомендують вживати не тільки ДО та ПІСЛЯ їжі, а й ПІД ЧАС їжі – для покращення травлення.
Вживання мінеральної води "Брусницька", у невеликих кількостях, рекомендовано під час вагітності В першому триместрі "Брусницька" допоможе впоратись з токсикозом. Але набагато корисніше пити воду за два місяці до планованої вагітності. Вчені довели, що в жінок, які приймали воду перед зачаттям, народжуються більш здорові діти.(перед початком вживання обов’язкова консультація лікаря).

## Виробництво
Ділянка родовища знаходиться в Чернівецькій області Кіцманського р-н с.Кальнівці
За для збереження лікувальних властивостей, мінеральну воду «Брусницька» розливають в пляшки там, де знаходиться родовище, оскільки при транспортуванні в цистернах мінеральна вода неминуче втрачає свої лікувальні властивості. Тому вода одразу через спец патрубок по трубах із нержавіючої сталі діаметром 50мм поступає на 4 приймальні ємності (баки-відстійники) по 22 м3, що розташовані на території цеху розливу на віддалі 120м від свердловини. Домішки випадають в осад, після чого вода проходить 3хступеневу очистку:
1й етап - «груба» очистка картриджними фільтрами
2й та 3й етап – спеціальними порцеляновими фільтрами, далі вже очищена вода проходить процес знезараження бактерицидними лампами, наступний етап - сатурація (газифікація) води та повторне проходження через бактерицидні лампи. Після цього вода по трубам надходить на лінію розливу, де відбувається розлив, фасування та передача на склад готової продукції.

## Показання
Клінічними випробуваннями підтверджено терапевтичні властивості мінеральної води « Брусницька» при лікуванні хворих на:
- функціональні захворювання шлунку та хронічні гастрити (типу А та В) із зниженою та збереженою секреторною функцією шлунку в стадії ремісії та нестійкої ремісії;
- хронічні безкам’яні холецистити в стадії ремісії;
- дискинезії жовчовивідних шляхів і жовчного міхура;
- хронічні вірусні гепатити, токсичні та реактивні гепатити;
- хронічні невиразкові коліти в стадії ремісії, функціональні розлади кишечника (колонодискінезії, синдром роздратованої товстої кишки) із схильністю до запорів або проносів, сольові діатези, хронічні неспецифічні цистити.

## Протипоказання
- виразка шлунку та дванадцятипалої кишки, хронічні гастрити і дуоденіти з підвищеною секреторною функцією та постгастрорезекційні синдроми;
- постхолецистектомічні синдроми у важкій формі;
- гострі холецистити та холангіти;
- гострі та хронічні панкреатити;
- гострі вірусні і хронічні активні вірусні гепатити;
- жовчокам’яна хвороба;
- хронічні коліти та ентерити в стадії загострення, хвороба Крона, неспецифічний виразковий коліт;
- захворювання сечовивідної системи у стадії загострення - хронічні пієлонефрити, цистити, сечокаменна хвороба, хронічна ішемічна хвороба серця.

## Галерея Продукції

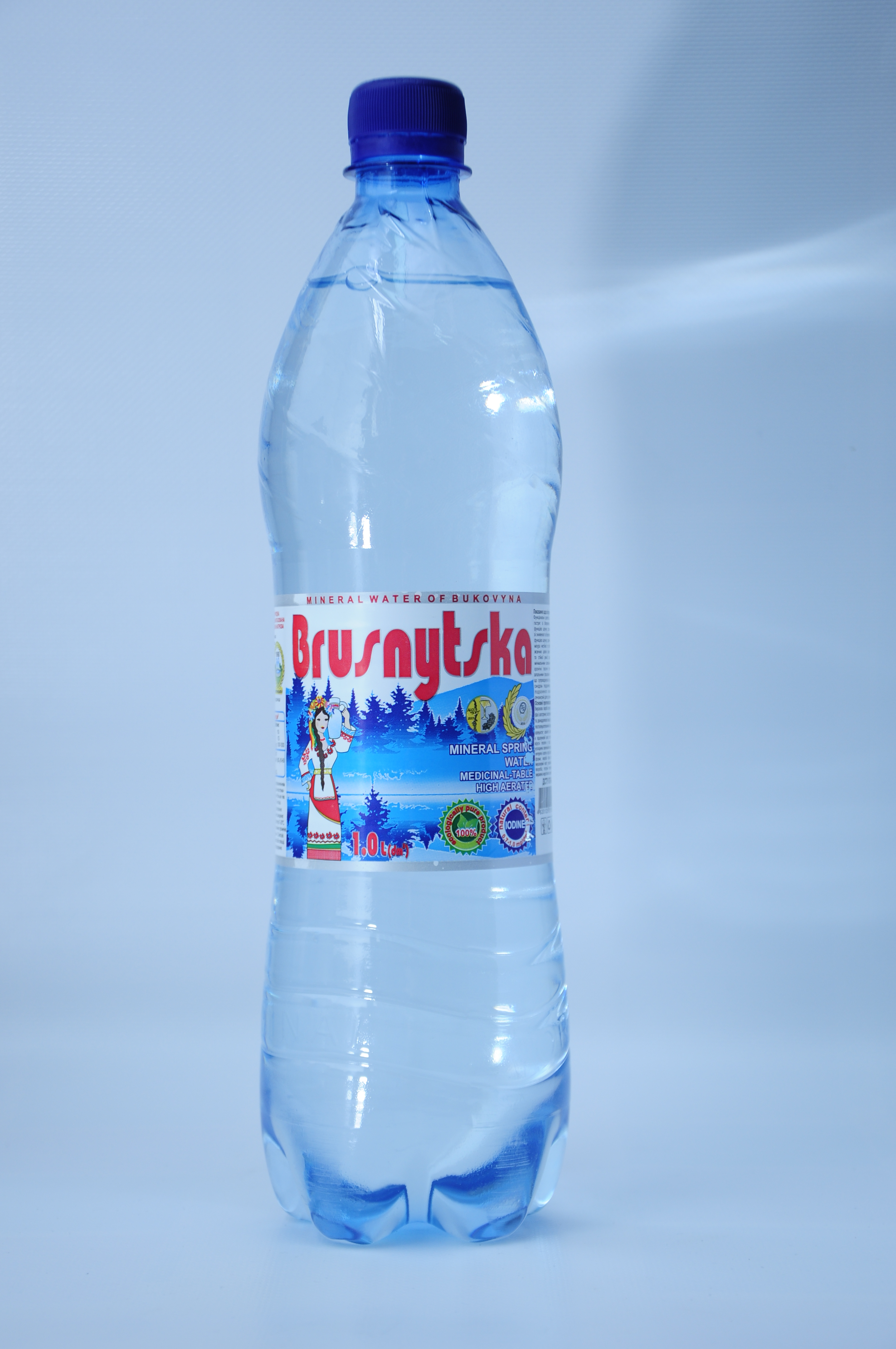
Брусницька мінеральна                 вода
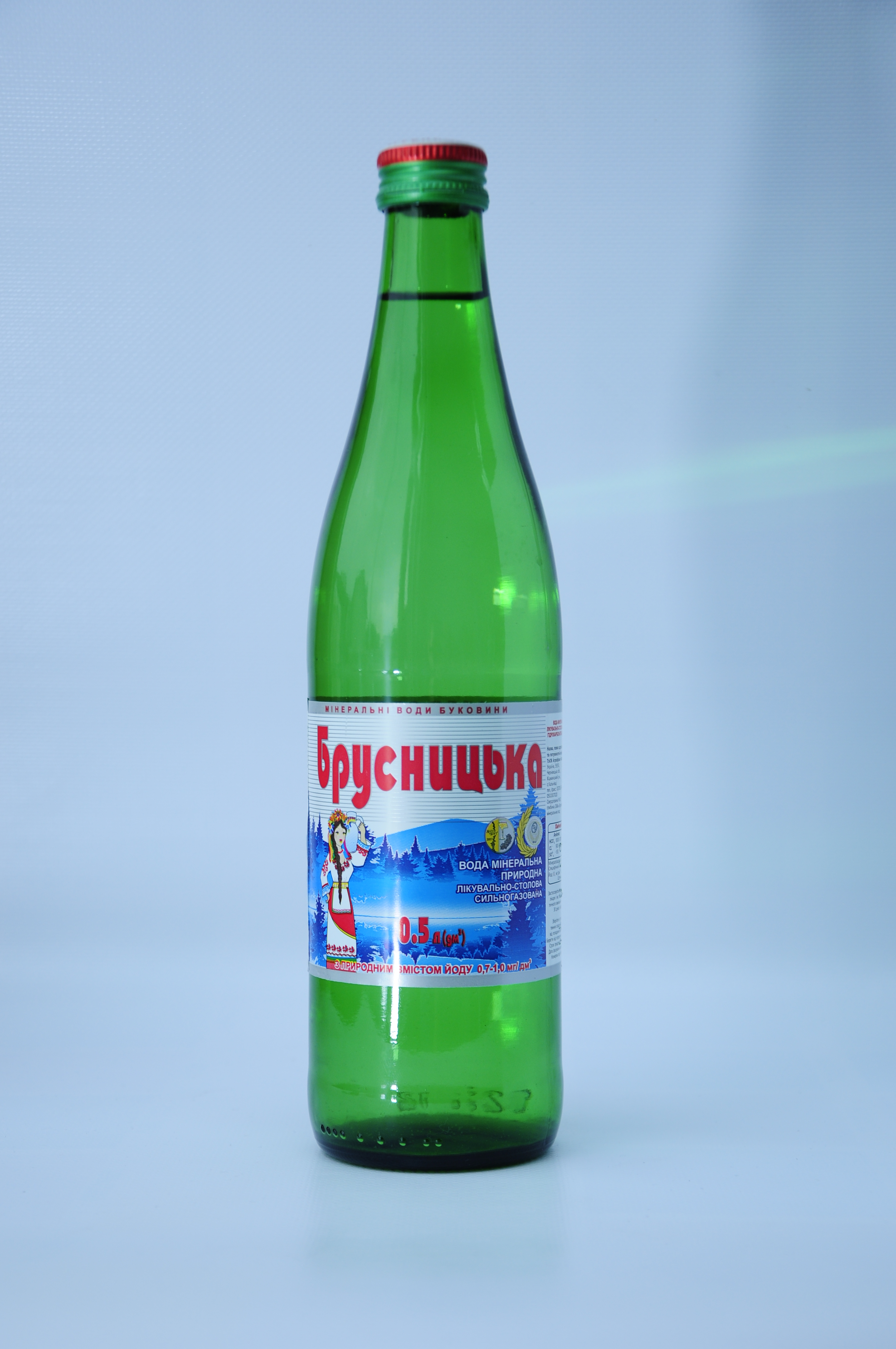
Брусницька мінеральна вода скло